# Tom Clancy’s The Division
Tom Clancy’s The Division — компьютерная игра в жанре шутера от третьего лица, первая по счёту из серии игр Tom Clancy’s The Division, разработанная шведской студией Ubisoft Massive, британской Ubisoft Reflections и американской Red Storm, изданная Ubisoft для платформ PC, PlayStation 4 и Xbox One. Официальный анонс состоялся на Е3 2013.
Официальный релиз полной версии игры состоялся 8 марта 2016 года.
The Division установила мировой рекорд по продажам за первую неделю среди новых видеоигровых брендов — $330 миллионов.
9 марта 2018 было анонсировано продолжение Tom Clancy’s The Division 2, выход которого состоялся 15 марта 2019 года.

## Игровой процесс
Действие игры разворачивается в предапокалиптическом Нью-Йорке недалёкого будущего, основные события происходят в Манхэттене, однако со временем территория для исследования будет увеличиваться. Игрок обнаружит себя в самый разгар кризиса — вирусной атаки, устранение последствий которой будет полностью зависеть от действий участников игры.
The Division построена таким образом, что для игрока будет подбираться наиболее подходящий ему по стилю напарник. Размер группы сможет достигать 4 человек.

### Тёмная Зона
Тёмная Зона — это PvP- и PvE-зона, в которой игроки могут воевать друг против друга или держаться вместе. Кроме того, в зоне присутствуют NPC, которые отличаются от тех, что находятся в PvE-зонах, тем, что они намного устойчивей к выстрелам, а также намного опасней. Смысл Тёмной Зоны заключается в поиске различных внутриигровых предметов. После нахождения какого-либо предмета его будет необходимо отправить на базу с помощью зон эвакуации. После вызова вертолёта происходят набеги NPC и тем самым усложняют процесс эвакуации предметов. Вместе с этим игроки могут нападать друг на друга, а после боя забрать себе вещи, которые нашли поверженные игроки (после «смерти» персонажа найденные, но ещё не эвакуированные с помощью вертолёта предметы «выпадают»). Также в игре можно приглашать людей к себе в команду и тем самым делать поиск вещей не только напряжённым, но и весёлым. Всего в Тёмной Зоне могут одновременно взаимодействовать до 24 игроков, при этом Тёмная Зона разделена на 6 секторов по уровню сложности и, соответственно, ценности добычи. После обновления 1.6 к существующей Тёмной Зоне было добавлено ещё 3 сектора.

## Сюжет
В 2012 году группа американских учёных и политиков запустила проект под названием «Тёмная зима» — особую программу, призванную проверить способность общества быстро реагировать на атаки био-террористов. Симуляция выявила то, как быстро всё может разрушиться, приведя ко множеству смертей и полному развалу цивилизованного общества, после чего было создано особое подразделение
(англ. Strategic Homeland Division) — отряд специальных агентов.
В Нью-Йорке на конференции встречаются два учёных-вирусолога — Виталий Черненко и Гордон Амхерст. Амхерст рассказывает Виталию о теории создания цифрового генома вируса и предлагает ему работать с ним, Черненко соглашается.
На самом деле Амхерст загорелся идеей модификации вируса оспы, дабы «очистить» планету. АНБ подозревает, что Амхерст что-то затевает, но не считает его существенным источником угрозы.
Эпидемия начинается во время Чёрной пятницы — дня наиболее массовых покупок в году. 

«Прыгая с денежных банкнот и монет на людей, с игрушек на еду, от родителей к детям и обратно. А после следует распад. На первый день госпитали достигли предела. На второй день целые области становятся карантинными. На третий день биржа рушится. День четвёртый: электричество вырубилось. Вода не поступает. Полки пусты. На пятый день каждый человек становится угрозой Человечества!» Источник — Отечественное стратегическое подразделение (англ. Strategic Homeland Division) — отряд специально подготовленных агентов. Члены Подразделения, обученные действовать независимо в чрезвычайных случаях, в обычное время живут и работают как рядовые граждане: врачами, военными, инженерами, учёными, полицейскими, и т. д. Сражаясь за сохранение сообщества, агенты Подразделения оказываются втянутыми в грандиозный заговор. Теперь им необходимо не только сражаться с ужасным вирусом, но и противостоять угрозе, стоящей за его появлением.

## Разработка игры
Massive Entertainment объявили на своей конференции, что выпуск игры будет осуществлён для платформ на PlayStation 4, Xbox One и Microsoft Windows.
На ежегодной церемонии награждения VGX 2013 компания Ubisoft презентовала новый ролик, показывающий возможности движка Snowdrop, созданного командой Massive Entertainment, на основе которого разрабатывается игра.
10 июня 2014 года. на пресс-конференции Ubisoft, в рамках выставки E3 2014, был представлен новый 5-минутный показ геймплея игры.
15 июня 2015 года. на пресс-конференции Ubisoft на выставке E3 2015 был представлен геймплей мультиплеерной игры.

## Издания
- Золотое издание включает в себя: копию игры; эксклюзивное дополнение National Guard; сезонный абонемент.
- Sleeper Agent Edition включает в себя: копию игры; точную копию часов агента; специальную сумку агента, с креплением на руку; высококачественную книгу с иллюстрациями из игры; постер игры; сезонный абонемент с дополнением Hazmat Gear Set; уникальную коллекционную упаковку.
- Эксклюзивное издание включает в себя: копию игры; эксклюзивную коробку; стилбук с изображением из игры; постер игры; 4 комплекта экипировки.

## Отзывы и рецензии
| Сводный рейтинг       | Сводный рейтинг                           |
| Агрегатор             | Оценка                                    |
| --------------------- | ----------------------------------------- |
| GameRankings          | (XONE) 81,21 % (PS4) 80,04 % (PC) 78,43 % |
| Metacritic            | (PS4) 80/100 (XONE) 80/100 (PC) 79/100    |
| Иноязычные издания    |                                           |
| Издание               | Оценка                                    |
| Destructoid           | 6,5/10                                    |
| EGM                   | 9/10                                      |
| Game Informer         | 8/10                                      |
| GameRevolution        | [ 13 ]                                    |
| GameSpot              | 8/10                                      |
| GamesRadar+           | [ 15 ]                                    |
| IGN                   | 6,7/10                                    |
| PC Gamer (US)         | 68/100                                    |
| Polygon               | 7/10                                      |
| VideoGamer            | 8/10                                      |
| Русскоязычные издания |                                           |
| Издание               | Оценка                                    |
| 3DNews                | 8/10                                      |
| Gameplay              | [ 21 ]                                    |
| Gametech              | 8/10                                      |
| «IGN Россия»          | 8/10                                      |
| PlayGround.ru         | 8/10                                      |
| StopGame.ru           | «Похвально»                               |
| «Игромания»           | 8/10                                      |
| «Игры Mail.ru»        | 9/10                                      |
| «Канобу»              | 9/10                                      |

Поначалу игроки быстро потеряли интерес к The Division, но затем разработчики провели основательную работу над ошибками. В результате в конце октября они выпустили обновление 1.4, и после этого количество игроков вернулось к тем показателям, что были на момент релиза.
В номинации «Кооператив года» сайта Игромания игра заняла первое место.

Приключения в «тёмной зоне» The Division — лучший кооперативный опыт этого года.— игровой журнал «Игромания»